# Petrovići (miasto Trebinje)
Petrovići (cyr. Петровићи) – wieś w Bośni i Hercegowinie, w Republice Serbskiej, w mieście Trebinje. W 2013 roku liczyła 63 mieszkańców.